# Perry Mason (Filmreihe, 1985)
Perry Mason ist eine 30-teilige US-amerikanische Fernsehfilmreihe des Senders NBC aus den Jahren 1985 bis 1995 mit Raymond Burr in der Rolle des Strafverteidigers Perry Mason. Die Reihe ist eine Fortsetzung der von 1957 bis 1966 auf CBS ausgestrahlten gleichnamigen Fernsehserie, in der Burr ebenfalls die Hauptrolle spielte. Nach Burrs Tod im Jahr 1993 wurde die Reihe unter dem Titel A Perry Mason Mystery weitergeführt. In einem Film übernahm Paul Sorvino und in drei Hal Holbrook die Hauptrolle.

## Produktion
Die ursprüngliche Serie wurde von 1957 bis 1966 auf CBS ausgestrahlt. Raymond Burr spielte die Hauptrolle des Strafverteidigers Perry Mason, einer vom amerikanischen Autor und Anwalt Erle Stanley Gardner geschaffenen Figur. Der Fernsehproduzent Dean Hargrove ließ die Figur ab 1985 in einer Reihe von Fernsehfilmen für NBC wieder aufleben.

## Besetzung
Dean Hargrove konnte die beiden damals noch lebenden Darsteller der Originalserie, Raymond Burr und Barbara Hale, in ihren Rollen als Mason und seine Privatsekretärin Della Street wieder zurückholen. Im ersten Fernsehfilm Perry Mason kehrt zurück gibt Mason seinen Posten als Strafverteidiger auf, um Street in einem Mordfall zu verteidigen. William Katt, Hales eigener Sohn, wurde als Privatdetektiv Paul Drake, Jr. besetzt, der Sohn des Privatdetektivs Paul Drake. Sein Foto steht auf dem Schreibtisch von Paul Drake, Jr. Katt trat in den ersten neun Filmen auf.
In den späteren Fernsehfilmen nimmt Mason die Dienste von Ken Malansky (William R. Moses) in Anspruch, einem Anwalt, der mit ihm als Privatdetektiv zusammenarbeitet. Die Figur wird in Perry Mason und das Seminar des Todes (1989) eingeführt, als Jurastudent, der von Mason in einer Mordanklage verteidigt wird.
Zu den wenigen Schauspielern, die in größeren wiederkehrenden Rollen auftraten, gehörten David Ogden Stiers als Bezirksstaatsanwalt Michael Reston (1986–1988), James McEachin als Sergeant (später Lieutenant) Ed Brock (1986–1995) und Alexandra Paul als Ken Malanskys Freundin Amy Hastings (1989).
Nach dem Tod von Raymond Burr übernahm Paul Sorvino in Caruso und die mörderischen Models (1993) als Anthony Caruso die Hauptrolle. In den letzten drei Filmen (1994–1995) war Hal Holbrook als Wild Bill McKenzie in der Hauptrolle zu sehen.
| Darsteller         | Rolle              | Film(e)                              | Jahr(e)   |
| ------------------ | ------------------ | ------------------------------------ | --------- |
| Raymond Burr       | Perry Mason        | 1–26                                 | 1985–1993 |
| Barbara Hale       | Della Street       | 1–30                                 | 1985–1995 |
| William Katt       | Paul Drake, Jr.    | 1–9                                  | 1985–1988 |
| William R. Moses   | Ken Malansky       | 10–30                                | 1989–1995 |
| David Ogden Stiers | Michael Reston     | 2–9                                  | 1986–1988 |
| James McEachin     | Sergeant Ed Brock  | 2, 7–8, 11–13, 15, 17, 19, 21–28, 30 | 1986–1995 |
| Alexandra Paul     | Amy Hastings       | 10–12                                | 1989      |
| Paul Sorvino       | Anthony Caruso     | 27                                   | 1993      |
| Hal Holbrook       | Wild Bill McKenzie | 28–30                                | 1994–1995 |

## Die Filme
| Nr. (ges.) | Nr. (St.) | Deutscher Titel                                      | Originaltitel                           | Erstausstrahlung USA | Deutschsprachige Erstausstrahlung (D) |
| ---------- | --------- | ---------------------------------------------------- | --------------------------------------- | -------------------- | ------------------------------------- |
| 1          | 1         | Perry Mason kehrt zurück                             | Perry Mason Returns                     | 1. Dez. 1985         | 11. Juli 1988                         |
| 2          | 2         | Perry Mason und die eigensinnige Nonne               | The Case of the Notorious Nun           | 25. Mai 1986         | 8. Aug. 1988                          |
| 3          | 3         | Perry Mason und der Mord im Studio                   | The Case of the Shooting Star           | 9. Nov. 1986         | 25. Juli 1988                         |
| 4          | 4         | Perry Mason und die verlorene Liebe                  | The Case of the Lost Love               | 23. Feb. 1987        | 22. Aug. 1988                         |
| 5          | 5         | Perry Mason und das Hotel des Schreckens             | The Case of the Sinister Spirit         | 24. Mai 1987         | 2. Feb. 1991                          |
| 6          | 6         | Perry Mason und die verheiratete Dirne               | The Case of the Murdered Madam          | 4. Okt. 1987         | 9. Feb. 1991                          |
| 7          | 7         | Perry Mason und der gewissenlose Lump                | The Case of the Scandalous Scoundrel    | 15. Nov. 1987        | 16. Feb. 1991                         |
| 8          | 8         | Perry Mason und die Fehlurteile                      | The Case of the Avenging Ace            | 28. Feb. 1988        | 23. Feb. 1991                         |
| 9          | 9         | Perry Mason und die Tote am See                      | The Case of the Lady in the Lake        | 15. Mai 1988         | 2. März 1991                          |
| 10         | 10        | Perry Mason und das Seminar des Todes                | The Case of the Lethal Lesson           | 12. Feb. 1989        | 9. März 1991                          |
| 11         | 11        | Perry Mason und der musikalische Mord                | The Case of the Musical Murder          | 9. Apr. 1989         | 16. März 1991                         |
| 12         | 12        | Perry Mason und die Welt der Sportheroen             | The Case of the All-Star Assassin       | 19. Nov. 1989        | 23. März 1991                         |
| 13         | 13        | Perry Mason und der vergiftete Cocktail              | The Case of the Poisoned Pen            | 21. Jan. 1990        | 15. Dez. 1991                         |
| 14         | 14        | Perry Mason und der falsche Tote                     | The Case of the Desperate Deception     | 11. März 1990        | 5. Jan. 1992                          |
| 15         | 15        | Perry Mason und der Tod eines Idols                  | The Case of the Silenced Singer         | 20. Mai 1990         | 22. Dez. 1991                         |
| 16         | 16        | Perry Mason und der Trotzkopf                        | The Case of the Defiant Daughter        | 30. Sep. 1990        | 29. Dez. 1991                         |
| 17         | 17        | Perry Mason und die skrupellose Sensationsreporterin | The Case of the Ruthless Reporter       | 6. Jan. 1991         | 12. Jan. 1992                         |
| 18         | 18        | Perry Mason und der glücklose Freund                 | The Case of the Maligned Mobster        | 11. Feb. 1991        | 19. Jan. 1992                         |
| 19         | 19        | Perry Mason und der gläserne Sarg                    | The Case of the Glass Coffin            | 14. Mai 1991         | 26. Jan. 1992                         |
| 20         | 20        | Perry Mason und das Loch im Alibi                    | The Case of the Fatal Fashion           | 24. Sep. 1991        | 2. Feb. 1992                          |
| 21         | 21        | Perry Mason und die Kunst des Malens                 | The Case of the Fatal Framing           | 1. März 1992         | 8. Dez. 1992                          |
| 22         | 22        | Perry Mason und der schamlose Romeo                  | The Case of the Reckless Romeo          | 5. Mai 1992          | 3. Feb. 1993                          |
| 23         | 23        | Perry Mason und die tödliche Hochzeit                | The Case of the Heartbroken Bride       | 30. Okt. 1992        | 10. Feb. 1993                         |
| 24         | 24        | Perry Mason und die Formel ewiger Jugend             | The Case of the Skin-Deep Scandal       | 19. Mai 1993         | 3. Juni 1995                          |
| 25         | 25        | Perry Mason und der Tote am Telefon                  | The Case of the Telltale Talk Show Host | 21. Mai 1993         | 10. Juni 1995                         |
| 26         | 26        | Perry Mason und der Kuß des Todes                    | The Case of the Killer Kiss             | 7. Nov. 1993         | 17. Juni 1995                         |
| 27         | 27        | Caruso und die mörderischen Models                   | The Case of the Wicked Wives            | 17. Dez. 1993        | 7. Feb. 1998                          |
| 28         | 28        | McKenzie und der erpresserische Moderator            | The Case of the Lethal Lifestyle        | 10. Mai 1994         | 14. Feb. 1998                         |
| 29         | 29        | McKenzie und die toten Gouverneure                   | The Case of the Grimacing Governor      | 9. Nov. 1994         | 21. Feb. 1998                         |
| 30         | 30        | McKenzie und der Tod eines Showstars                 | The Case of the Jealous Jokester        | 10. Apr. 1995        | 28. Feb. 1998                         |